# トロカデロ (飲料)
トロカデロ（Trocadero）は、スウェーデンのリンゴ - オレンジ風味のカフェイン入りソフトドリンクである。

## 概要

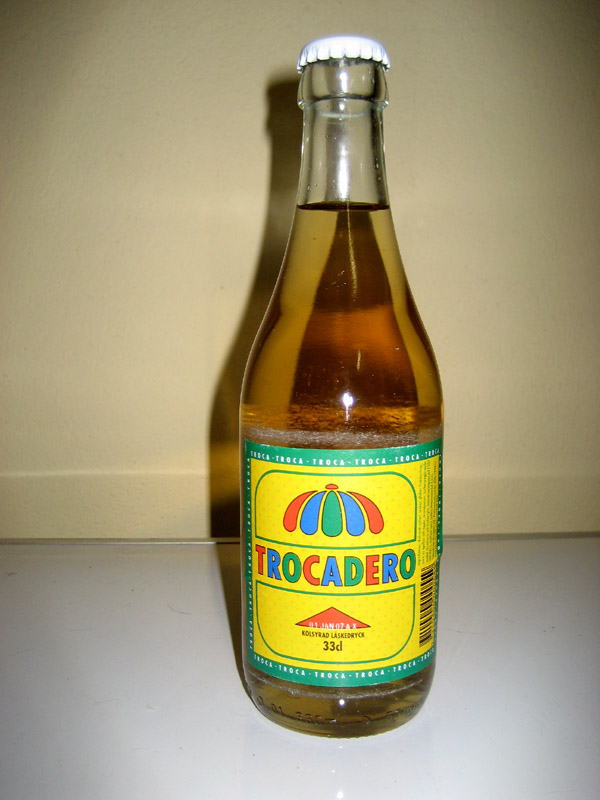
スウェーデンのソフトドリンク トロカデロ

トロカデロは主にスウェーデン北部で一般的な飲料であり、1953年からサトゥルヌス社（Saturnus AB）で生産されている。コッパルベリ社、スペンドラップ社、ニュッケル醸造（Nyckelbryggerier）を含む幾つかのスウェーデンのブルワリーでもトロカデロは生産されている。

## 成分
- 炭酸水
- 砂糖
- リンゴとオレンジの果汁
- 香料
- クエン酸
- リン酸
- E211
- カフェイン